# Jan Smalt
Jan Smalt (Haarlem, 13 september 1922 - Groningen, 15 juli 2006) was een Nederlands musicus, schilder en tekenaar.

## Loopbaan
Jan Smalt was na de Tweede Wereldoorlog na enige omzwervingen werkzaam als trombonist en contrabassist in Canada. In 1963 vestigde hij zich in Groningen, waar hij bassist werd in het Noordelijk Philharmonisch Orkest. In 1984 verliet hij het orkest en wijdde zich aan de beeldende kunst.
Al tijdens zijn studie aan Academie Minerva begon Smalt met het in cafés en jazzlokalen tekenen van spelende musici en bezoekers. Daarnaast maakte hij veel portretten, vaak met inkt op papier, in zeer uiteenlopende technieken. Smalt exposeerde regelmatig in Noord-Nederland en Amsterdam.